# Diga di Miboro
La diga di Miboro (御母衣ダム?, Miboro damu) è una diga sul fiume Shō a Takayama, nella prefettura di Gifu, in Giappone. Alimenta una diga idroelettrica da 256 MW. Delle nove dighe sul fiume Shō, è quella più a monte.
La diga inondò parecchi villaggi e santuari, sommergendoli completamente; due ciliegi furono presi da uno dei santuari sommersi e posti a Shirakawa-go, dove si dice ciascun petalo rappresenti un ricordo di qualcuno che visse nei villaggi prima che fossero inondati.

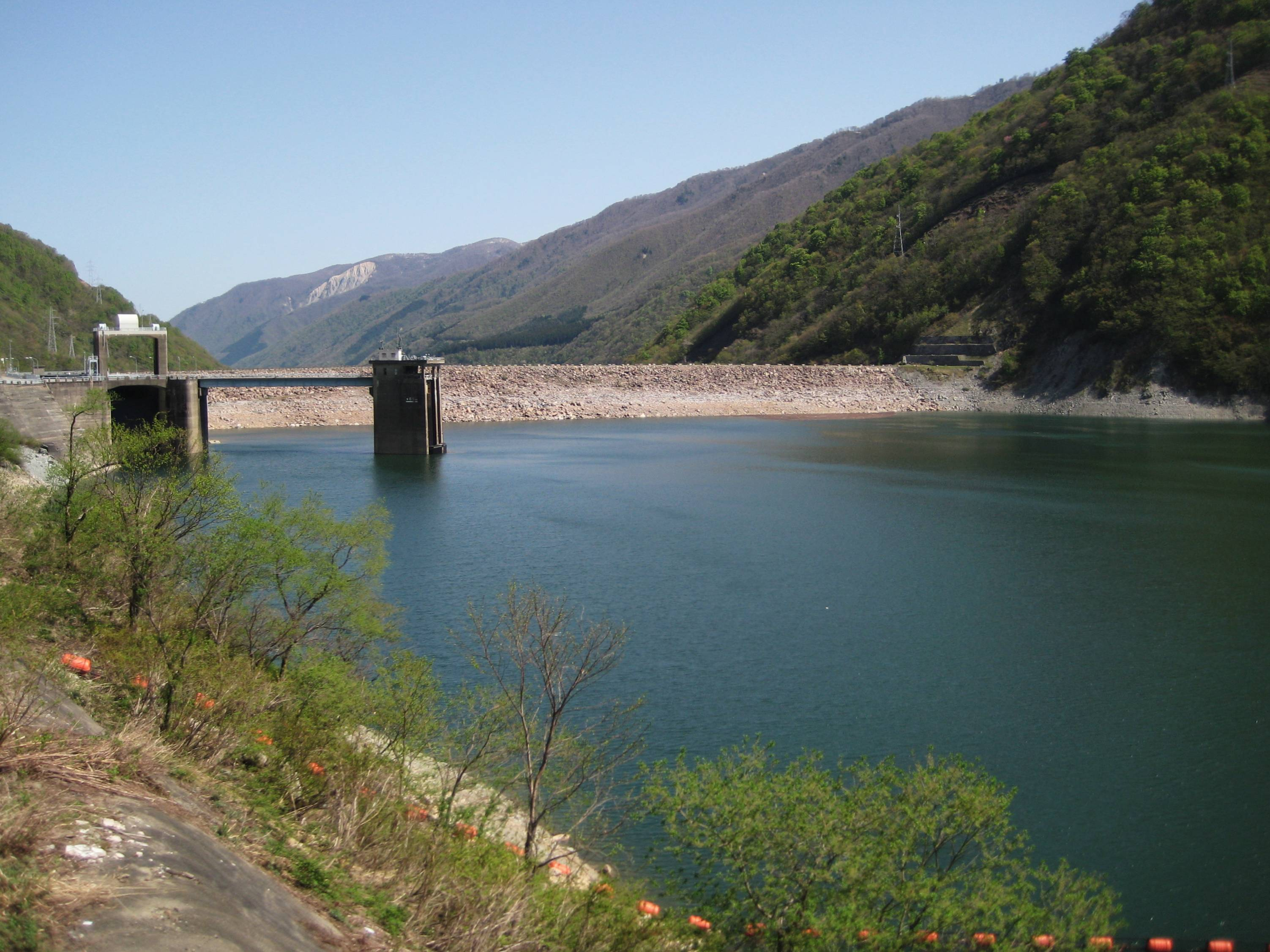